# Герб Клинцовского района
Герб Клинцо́вского муниципального района – опознавательно-правовой знак, составленный и употребляемый в соответствии с геральдическими (гербоведческими) правилами и являющийся (наряду с флагом) официальным символом муниципального образования Клинцовский район Брянской области Российской Федерации.
Герб района утверждён решением Клинцовского районного Совета народных депутатов 29.09.2023 г. № 240.
Герб, решением Геральдического Совета при Президенте РФ от 12 октября 2023 г., внесён в Государственный геральдический регистр Российской Федерации под № 14502.

## Описание герба и его символики
Геральдическое описание (блазон) герба Клинцовского района гласит:
«В червлёном поле – серебряный, украшенный червленью пониженный пояс, ниже которого поле переменяет цвет на зелень, а из-за пояса выходит золотое солнце (без изображения лица), с лучами в виде головок хлебных колосков, перемежаемых узкими (по три) лучами; в верхних углах все сопровождено золотыми ветками дуба с одним желудем между двух листьев, обращенными к солнцу».
Обоснование символики герба:
Герб языком аллегорий символизирует исторические, природные, хозяйственные и иные особенности Клинцовского района.
Главными фигурами герба являются символическое изображение славянского полотенца (рушника), в виде геральдического пояса, с расположенным на нем караваем хлеба, в виде восходящего солнца с лучами из колосьев. Эта композиция отображает в гербе преимущественно сельскохозяйственную специализацию района, а также то, что здесь живут трудолюбивые, гостеприимные люди, уважающие и почитающие добрые отношения с соседями. Рушник – символ славянского единства, а восходящее солнце – символ прогресса в развитии и уверенности в будущем.
Дубовые ветви, а также красный цвет щита символизируют героизм, мужество и доблесть, проявленные уроженцами района в виде трудовых и боевых подвигов во благо всей страны, как в годы Великой Отечественной войны, так и в наше время.
Примененные в гербе цвета в геральдике обозначают:
– Зеленый цвет (зелень) – символ весны, радости, надежды, жизни, здоровья, изобилия, природы, лесов и земледелия, молодости и самой жизни.
– Желтый цвет (золото) символизирует бережливость, стабильность, богатство, справедливость, уважение, великодушие.
– Белый цвет (серебро) – цвет совершенства, благородства и веры.
– Красный цвет (червлень) – символ труда, мужества, доблести и героизма, жизнеутверждающей силы, красоты и праздника.

## История герба

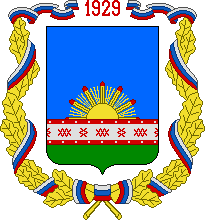
Эмблема Клинцовского района

В 90-х годах XX века был выпущен сувенирный значок с изображением гербовой эмблемы Клинцовского района, которая имела следующий вид: В лазоревом поле с зелёной оконечностью пониженный серебряно-червлёный орнаментальный пояс, из-за которого выходит золотое солнце с чередующимися золотыми лучами и золото-красными клинками. Щит обрамлён золотыми дубовыми ветками, соединённые бело-сине-красной лентой, между концами которой вверху червлёные цифры 1929.
19 марта 1999 года решением № 136 сессии районного Совета депутатов Клинцовского района был принят герб района, который во многом повторял композицию гербовой эмблемы.
Герб имел следующее описание: «Герб Клинцовского района представляет собою французский щит. Он имеет два обрамления синего цвета, что символизирует как Брянскую область, так и Клинцовский район. В центре герба изображено славянское полотенце (рушник) с караваем хлеба на нем, восходящее солнце из золотых колосьев пшеницы над золотым полем на голубом чистом небе. Это символизирует то, что район в основном сельскохозяйственный, здесь живут мирные, трудолюбивые, гостеприимные люди, уважающие и почитающие добрые отношения с соседями — белорусами и украинцами. Восходящее солнце — символ подъема в развитии и уверенности в будущем. Дубовый венок, переплетённый трёхцветной лентой бело-голубого-красного цветов (цвет флага Российской Федерации), говорит о нашей неизменной принадлежности к России. Цифра 1929 — год образования Клинцовского района».
Автор герба Клинцовского района — Савченко Виктор Иванович, глава Администрации Клинцовского района.
29 ноября 2012 года решением Клинцовского районного совета народных депутатов № 389 было принято Положение о гербе муниципального образования Клинцовский район и порядке его официального использования. 
Описание герб района в Положении, практически осталось без изменения, но, решение Клинцовского районного Совета депутатов от 19 марта 1999 года № 136 о гербе было признано утратившим силу.